# The Assassination Bureau
The Assassination Bureau és una pel·lícula britànica de Basil Dearden estrenada el 1969.

## Argument
A Londres, a començament del segle xx, un aspirant a periodista i la sufragista Sonia Hivern (Rigg) descobriexen una organització especialitzada a matar per diners, l'Assassination Bureau, Limited. Pensant en la seva destrucció, encarrega l'assassinat del president de l'agència, Ivan Dragomiloff (Reed).
Lluny d'indignar-se, Dragomiloff es diverteix decideix posar la situació al seu favor. El principi de la seva agència, fundada pel seu pare, diu que sempre hi ha una raó moral per la qual les seves víctimes haurien de ser mortes, inclosos dèspotes i tirans. Més recentment tanmateix, els seus col·legues grans han tendit per matar més per benefici financer que per raons morals. Dragomiloff, per tant, decideix acceptar la comissió de la seva mort pròpia i desafiar els altres membres de tauler: Matar-lo o els matarà!

## Repartiment
- Oliver Reed: Ivan Dragomiloff
- Diana Rigg: Sonia Winter
- Telly Savalas: Lord Bosworth
- Curd Jürgens: Von Pink
- Philippe Noiret: Lucoville
- Katherine Kath: Madame Lucoville
- Warren Mitchell: Weiss
- Vernon Dobtcheff: Muntzov
- George Coulouris: El pagès suís
- Peter Bowles: No surt als crèdits

## Nominacions
- Globus d'Or a la millor pel·lícula estrangera 1970